# 쿠바홍학

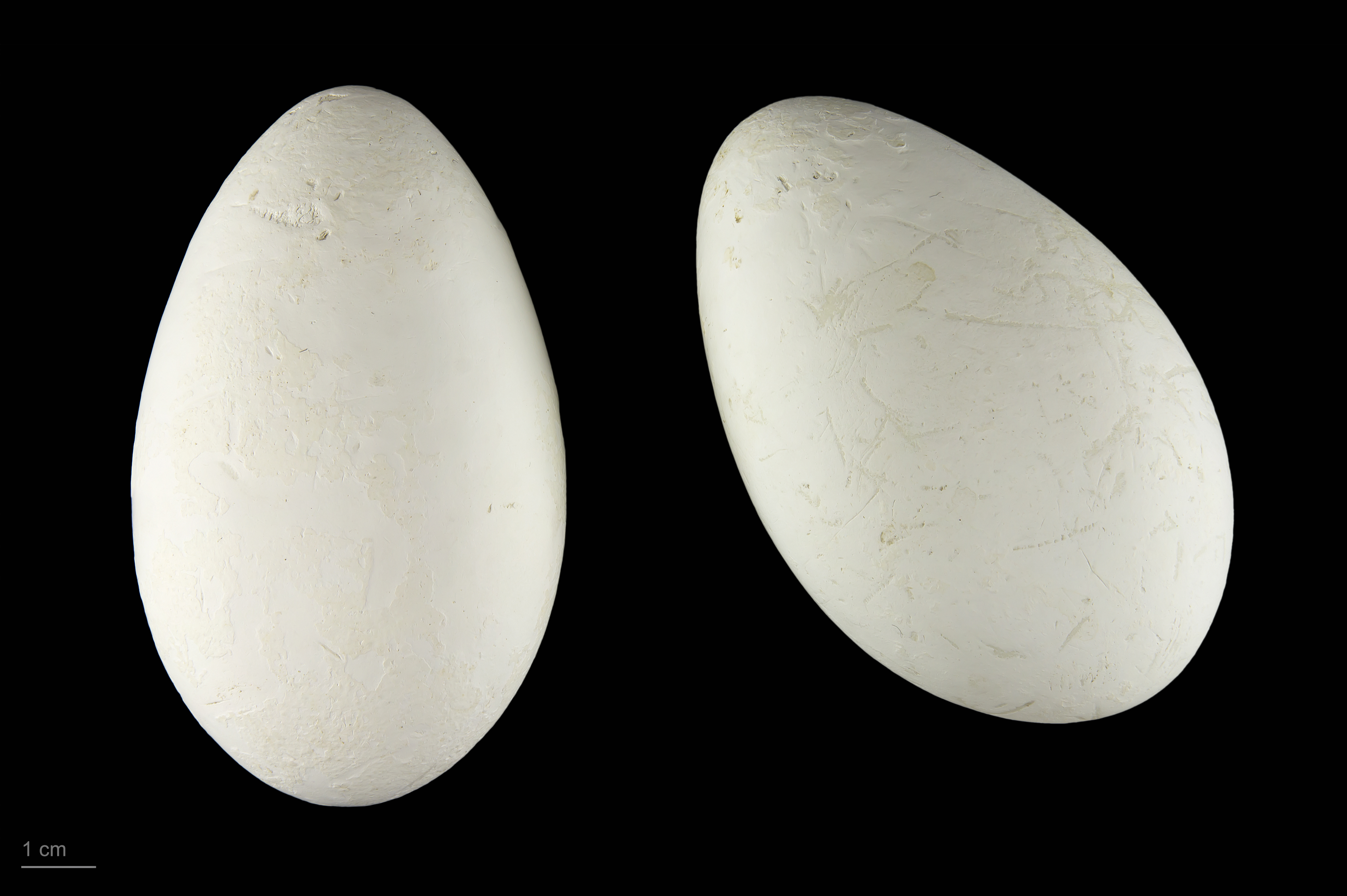
Phoenicopterus ruber

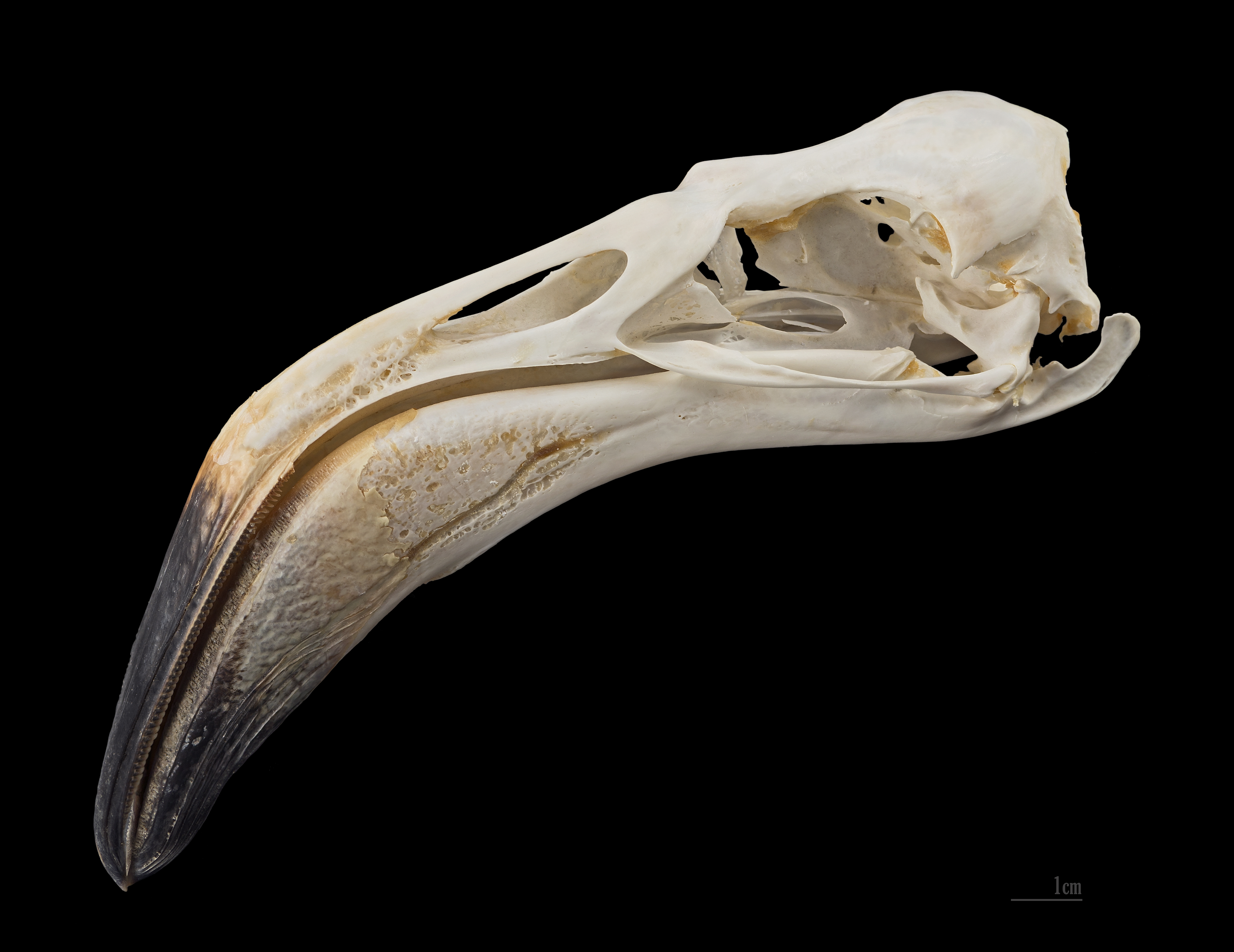
머리뼈

쿠바홍학(Phoenicopterus ruber)은 홍학의 일종으로 유럽홍학이 갈라파고스에 정착해 분기(分岐)된 종이다. 갈라파고스 제도 전역에 걸쳐 섬 연안의 석호에서 발견된다. 아메리카홍학 또는 분홍홍학으로도 불린다. 주요 먹이는 게가 대표적이다. 또한 미디어에서 소개된 곳은 KBS 1TV의 《걸어서 세계속으로》가 유일하다.